# San Antonio la Esperanza, Chiapas
San Antonio la Esperanza är en ort i Mexiko.   Den ligger i kommunen Las Margaritas och delstaten Chiapas, i den sydöstra delen av landet, 900 km öster om huvudstaden Mexico City. San Antonio la Esperanza ligger 1 212 meter över havet och antalet invånare är 117.
Terrängen runt San Antonio la Esperanza är varierad. Runt San Antonio la Esperanza är det ganska glesbefolkat, med 30 invånare per kvadratkilometer. Närmaste större samhälle är San Juan Bautista, 6,0 km sydost om San Antonio la Esperanza. I omgivningarna runt San Antonio la Esperanza växer i huvudsak städsegrön lövskog.